# Велике Ювілейне Читання
«Велике Ювілейне читання» (англ. Big Jubilee Read)  — це кампанія 2022 року, спрямована на популяризацію читання для задоволення на честь 70-ї річниці сходження на престол королеви Єлизавети II. Список був обраний групою експертів і оголошений на BBC разом з благодійною організацією The Reading Agency 18 квітня 2022 року. Список включає авторів країн Британської Співдружності, по 10 авторів з кожного десятиліття правління Єлизавети ІІ.

## Процес відбору
Початковий лонг-лист був складений із пропозицій читачів. Група бібліотекарів, книготорговців і фахівців з літератури зробила вибір із 70 найменувань. Книги були обрані з метою залучити різних цільових читачів «до пізнання та розповсюдження найкращих книг». Проект отримав фінансування від Ради Мистецтв Англії і підтримувався благодійною організацією «Обʼєднані Бібліотеки»  та Асоціацією книготорговців Сполученого Королівства та Ірландії.
Організатори сподівалися, що проект «возвеличить радість читання та силу, яку воно надає для об’єднання людей по всій країні та між іншими народами». 
Дев'ятнадцять книг зі списку є лауреатами Букерівської премії.  Більшість книг — це романи, написані англійською мовою, але є також поетичні збірки, такі як «Смерть натураліста», і збірки оповідань, зокрема «Човен». Окрім цього, твір «Одна місячна ніч» був опублікований валлійською мовою із назвою «Un Nos Ola Leuad», «Le Procès-Verbal» і «Our Lady of the Nile» спочатку були написані французькою мовою, а твір «Shuggie Bain» — англійською, але з діалогами шотландською .    

## Список
Остаточний список був опублікований BBC 18 квітня 2022 року  .
| Назва                               | Автор                         | Рік  | Країна (як зазначено в офіційному списку) |
| ----------------------------------- | ----------------------------- | ---- | ----------------------------------------- |
| The Palm-Wine-Drinkard              | Amos Tutuola                  | 1952 | Нігерія                                   |
| The Hills Were Joyful Together      | Roger Mais                    | 1953 | Ямайка                                    |
| In the Castle of My Skin            | George Lamming                | 1953 | Барбадос                                  |
| My Bones and My Flute               | Едгар Міттельгольцер          | 1955 | Гаяна                                     |
| The Lonely Londoners                | Sam Selvon                    | 1956 | Тринідад і Тобаго Англія                  |
| The Guide                           | R. K. Narayan                 | 1958 | Індія                                     |
| To Sir, With Love                   | E. R. Braithwaite             | 1959 | Гаяна                                     |
| One Moonlit Night                   | Caradog Prichard              | 1961 | Уельс                                     |
| A House for Mr Biswas               | Відьядхар Сураджпрасад Найпол | 1961 | Тринідад і Тобаго Англія                  |
| Sunlight on a Broken Column         | Attia Hosain                  | 1961 | Індія                                     |
| «Механічний апельсин»               | Ентоні Берджес                | 1962 | Англія                                    |
| The Interrogation                   | Жан-Марі Гюстав Ле Клезіо     | 1963 | Франція Маврикій                          |
| The Girls of Slender Means          | Мюріел Спарк                  | 1963 | Шотландія                                 |
| «Стріла бога»                       | Чинуа Ачебе                   | 1964 | Нігерія                                   |
| Death of a Naturalist               | Шеймас Гіні                   | 1966 | Північна Ірландія                         |
| Wide Sargasso Sea                   | Джин Ріс                      | 1966 | Домініка Уельс                            |
| A Grain of Wheat                    | Нгугі Ва Тхіонго              | 1967 | Кенія                                     |
| «Пікнік біля Навислої скелі»        | Джоан Ліндсі                  | 1967 | Австралія                                 |
| The Beautiful Ones Are Not Yet Born | Ayi Kwei Armah                | 1968 | Гана                                      |
| When Rain Clouds Gather             | Bessie Head                   | 1968 | Ботсвана Південна Африка                  |
| The Nowhere Man                     | Kamala Markandaya             | 1972 | Індія                                     |
| Tinker, Tailor, Soldier, Spy        | Джон Ле Карре                 | 1974 | Англія                                    |
| «Ті, що співають у терні»           | Коллін Мак-Каллоу             | 1977 | Австралія                                 |
| The Crow Eaters                     | Бапсі Сідхва                  | 1978 | Пакистан                                  |
| The Sea, the Sea                    | Айріс Мердок                  | 1978 | Англія                                    |
| Who Do You Think You Are?           | Еліс Манро                    | 1978 | Канада                                    |
| «Путівник Галактикою»               | Дуглас Адамс                  | 1979 | Англія                                    |
| Tsotsi                              | Athol Fugard                  | 1980 | Південна Африка                           |
| Clear Light of Day                  | Anita Desai                   | 1980 | Індія                                     |
| «Опівнічні діти»                    | Салман Рушді                  | 1981 | Англія Індія                              |
| «Список Шиндлера»                   | Томас Кініллі                 | 1982 | Австралія                                 |
| Beka Lamb                           | Zee Edgell                    | 1982 | Беліз                                     |
| The Bone People                     | Кері Г'юм                     | 1984 | Нова Зеландія                             |
| «Оповідь служниці»                  | Маргарет Етвуд                | 1985 | Канада                                    |
| Summer Lightning                    | Olive Senior                  | 1986 | Ямайка                                    |
| The Whale Rider                     | Witi Ihimaera                 | 1987 | Нова Зеландія                             |
| «Залишок дня»                       | Ішіґуро Кадзуо                | 1989 | Англія                                    |
| Omeros                              | Дерек Волкотт                 | 1990 | Сент-Люсія                                |
| The Adoption Papers                 | Jackie Kay                    | 1991 | Шотландія                                 |
| Cloudstreet                         | Tim Winton                    | 1991 | Австралія                                 |
| «Англійський пацієнт»               | Майкл Ондатже                 | 1992 | Канада Шрі-Ланка                          |
| The Stone Diaries                   | Carol Shields                 | 1993 | Канада                                    |
| Paradise                            | Абдулразак Гурна              | 1994 | Танзанія Англія                           |
| A Fine Balance                      | Rohinton Mistry               | 1995 | Індія Канада                              |
| Salt                                | Earl Lovelace                 | 1996 | Тринідад і Тобаго                         |
| «Бог Дрібниць»                      | Арундгаті Рой                 | 1997 | Індія                                     |
| The Blue Bedspread                  | Raj Kamal Jha                 | 1999 | Індія                                     |
| Безчестя                            | Джон Максвелл Кутзее          | 1999 | Південна Африка Австралія                 |
| «Білі зуби»                         | Зеді Сміт                     | 2000 | Англія                                    |
| «Життя Пі»                          | Янн Мартель                   | 2001 | Канада                                    |
| Small Island                        | Andrea Levy                   | 2004 | Англія                                    |
| The Secret River                    | Кейт Ґренвілл                 | 2005 | Австралія                                 |
| «Крадійка книжок»                   | Маркус Зузак                  | 2005 | Австралія                                 |
| Half of a Yellow Sun                | Чімаманда Нґозі Адічі         | 2006 | Нігерія                                   |
| A Golden Age                        | Tahmima Anam                  | 2007 | Бангладеш                                 |
| The Boat                            | Nam Le                        | 2008 | Австралія                                 |
| Wolf Hall                           | Гіларі Ментел                 | 2009 | Англія                                    |
| The Book of Night Women             | Марлон Джеймс                 | 2009 | Ямайка                                    |
| The Memory of Love                  | Aminatta Forna                | 2010 | Сьєрра-Леоне Шотландія                    |
| Chinaman                            | Шехан Карунатілака            | 2010 | Шрі-Ланка                                 |
| Our Lady of the Nile                | Scholastique Mukasonga        | 2012 | Руанда                                    |
| «Світила»                           | Елінор Каттон                 | 2013 | Нова Зеландія                             |
| Behold the Dreamers                 | Imbolo Mbue                   | 2016 | Камерун                                   |
| The Bone Readers                    | Jacob Ross                    | 2016 | Гренада                                   |
| How We Disappeared                  | Jing-Jing Lee                 | 2019 | Сінгапур                                  |
| Girl, Woman, Other                  | Бернардіна Еварісто           | 2019 | Англія                                    |
| The Night Tiger                     | Yangsze Choo                  | 2019 | Малайзія                                  |
| Shuggie Bain                        | Дуглас Стюарт                 | 2020 | Шотландія                                 |
| A Passage North                     | Anuk Arudpragasam             | 2021 | Шрі-Ланка                                 |
| The Promise                         | Деймон Галгут                 | 2021 | Південна Африка                           |

### Країни Британської Співдружності за кількістю книг
Якщо у наведеному списку автор має дві країни походження, кожній країні надається 0,5 балів.
| Країна            | Книги | Населення (мільйони, 2022) |
| ----------------- | ----- | -------------------------- |
| Англія            | 11    | 68                         |
| Австралія         | 7.5   | 26                         |
| Індія             | 7     | 1,417                      |
| Канада            | 5     | 39                         |
| Шотландія         | 3.5   | 5.5                        |
| Ямайка            | 3     | 3.0                        |
| Нова Зеландія     | 3     | 5.1                        |
| Нігерія           | 3     | 218                        |
| Шрі-Ланка         | 2.5   | 22                         |
| Гаяна             | 2     | 0.8                        |
| Тринідад і Тобаго | 2     | 1.4                        |
| Уельс             | 1.5   | 3.2                        |
| Гренада           | 1     | 0.1                        |
| Сент-Люсія        | 1     | 0.2                        |
| Барбадос          | 1     | 0.3                        |
| Беліз             | 1     | 0.4                        |
| Північна Ірландія | 1     | 1.9                        |
| Сінгапур          | 1     | 5.6                        |
| Руанда            | 1     | 14                         |
| Камерун           | 1     | 28                         |
| Малайзія          | 1     | 33                         |
| Кенія             | 1     | 57                         |
| Бангладеш         | 1     | 169                        |
| Пакистан          | 1     | 231                        |
| Домініка          | 0.5   | 0.1                        |
| Маврикій          | 0.5   | 1.3                        |
| Ботсвана          | 0.5   | 2.3                        |
| Сьєрра-Леоне      | 0.5   | 8.4                        |
| Гана              | 0.5   | 33                         |
| Танзанія          | 0.5   | 64                         |
| Франція           | 0.5   | 66                         |

1. ↑  Не належить до країн Британської Співдружності.

## Пропущені книги та інші проблеми
Коментатори відзначили кілька книг, які потенційно повинні були входити в список. Серед них «Володар перснів» Дж. Р. Р. Толкіна (посідає перше місце в рейтингу The Big Read 2003 ); «Гаррі Поттер» (серія романів) Дж. Роулінг (входить у список найбільш продаваних книг у світі ); серія книг Террі Пратчетта «Дискосвіт»; трилогія «Темні матерії» Філіпа Пуллмана; «Золотий зошит» Доріс Лессінг; а також твори Діка Френсіса, одного з улюблених авторів Королеви.
Включення північноірландського письменника Шеймаса Гіні було пояснено тим фактом, що, коли він писав твір «Смерть натураліста», він жив у Великобританії і твір було видано англійським видавцем; Гіні вважав себе ірландським націоналістом і був проти його включення до «Книги Сучасної Британської Поезії» видавництва The Penguin Book.
У виданні Дейлі Телеграф Елісон Пірсон, британська журналістка, назвала список Великого Ювілейного читання "для прийому таблеток і заспокоєння", створений людьми які боялися бути недостатньо різноманітними .
Подібним чином у виданні The Article Девід Герман скаржився: «Якщо вам подобаються Горацій Хорнблауер чи Джеймс Бонд, відьми та гобіти, чудова дитяча література, популярна поезія чи драма, це не хвилює авторів Великого Ювілейного читання. Те, що їх справді цікавить, — це постколоніальна, в ідеалі не біла, література».